# Naksos (grad)
Naksos (grčki: Νάξος, talijanski: Nasso), je najveći grad i upravno središte otoka Naksosa iz otočne skupine Cikladi u Egejskom moru (Grčka). Grad Naksos ili Kora kako ga otočani zovu ima 6533 stanovnika, općina Naksos ima 12.089 stanovnika i površinu od 126,9 km², koja se prostire na zapadnom dijelu otoka, druga otočka općina Drimalija se proteže istočnim dijelom otoka.

## Povijest

### Pobuna u Naksosu
Godine 502. pr. Kr. stanovnici Naksosa pobunili su se protiv svojih tadašnjih gospodara iz Perzijskog carstva, to je dovelo do Jonskog ustanka, a potom i do Perzijskog rata između Grčkih polisa i Perzije.

### Naksos za vrijeme drevne Grčke i Bizanta
Tijekom 8. i 7. st. pr. Krista, Naksos je postao trgovačko središte Ciklada i dominirao je cijelim arhipelagom.

### Duždevi s Naksosa
Nakon Četvrtog križarskog rata, osnovano je Latinsko Carstvo u Carigradu koje je bilo pod kontrolom Mletačke Republike.  Mletački feudalac Marco Sanudo dobio je otok Naksos i cijele Ciklade kao svoj posjed, on se proglasio vojvodom od Naksosa, ili duždem Vojvodstva Naksosa. Dvadeset i jedan dužd iz dvije feudalne venecijanske obitelji vladali su Cikladima, sve do 1566. godine, čak i nakon pada većine otoka pod Osmansko Carstvo Mlečani su nastavili vladati pojedinim zabačenim otocima Egeja sve do 1714. godine.

### Naksos za osmanske uprave (1564. – 1821.)
Za vrijeme osmanske uprave sve je u suštini je ostalo u rukama Mlečkih feudalaca, Porta se jedino brinula da prikuplja dovoljno poreze. Vrlo malo Turaka nastanilo se na Naksosu, tako da je turski utjecaj na otok i grad ostao neznatan. Turska vladavina je trajala je sve do 1821. godine kada su se i Cikladski otoci pobunili, nakon toga otok Naksos postao je dijelom Kraljevine Grčke 1832. godine.

## Znamenitosti
Pored grada nalaze se ostaci antičkog Apolonovog hrama - Portara  (550. pr. Kr. - 540. pr. Kr.

## Pogledajte i ovo
- Cikladi

## Vanjske poveznice
- Služene stranice grada (grč.)